# Hans Schneekloth
Hans Schneekloth (19. juni 1812 i Mühbrook, Bordesholm Amt i Holsten – 11. december 1882 på Frederiksberg) var en dansk skolemand.
Han var søn af indsidder Claus Schaatbøll og Margarethe f. Ruser. Hjemmet var fattigt, så Schneekloth måtte som dreng ud at vogte. Efter en kort forberedelse hos en landsbylærer var han i 3 år hjælpe- og huslærer på godset Rantzau, inden han kom på Tønder Seminarium, hvorfra han dimitteredes i 1835.
Samme år blev han efter en kort ansættelse i Oldesloe lærer ved Petri drengeskole i København, hvor undervisningen skete på tysk. Siden fik han også timer ved Friis' skole og fra 1846 var han ansat ved Mariboes Realskole. 
I 1854 oprettede Schneekloth en realskole på Vesterbro med cand.theol. F. A. Milo (1820-1884) som medbestyrer. I 1856 flyttede skolen ind i sin egen bygning på Frederiksberg og blev siden som Latin- og Realskolen på Værnedamsvejen et anset navn. Schneekloth, der i 1879 blev titulær professor, døde i 1882, og skolen skiftede i 1883 navn til Schneekloths Latin- og Realskole.
Under påvirkning af de nationale brydninger i 1840'erne gik Schneekloth fra tysk til dansk. Med sin begejstring for skolen og sin pædagogiske indsigt, præget af Pestalozzis tanker, blev Schneekloth en fremtrædende debattør i skoleforhold ved århundredets midte, og han udgav 1850-56 tidsskriftet Skolens Reform sammen med Milo og F. C. Christens. Han ville frigøre skolen fra kirke og stat og i vidt omfang hævde forældrenes ret til at sørge for deres børns undervisning. 
Han var medlem af Frederiksberg Skolekommission 1858-68 og lagde grunden til organisationen af kommunens skolevæsen. 
Han var gift tre gange. I 1837 blev han gift med Eleonora Amalie Charlotte Wenzel, datter af Fr. Karl Wilhelm Wenzel. Hun døde allerede i barselseng 1839, således at Hans Schneekloth som 27-årig var enkemand, boende med svigermor i en lejlighed i Skindergade. I 1841 blev han gift med Marie Emilie Hansen, som døde i 1858. Med hende fik han adskillige børn, hvoraf sønnen Karl Andreas senere blev bestyrer af skolen. I 1860 blev Hans gift med Elisa Marie Nicoline Lind med hvem han fik datteren Gerda Schneekloth (1867-1927), forstander for Vejstrup Pigehjem, den første statsopdragelsesanstalt for piger.
Han er begravet på Frederiksberg Ældre Kirkegård, og en vej på Frederiksberg, H. Schneekloths Vej, er opkaldt efter ham.